# Saint-Amand-les-Eaux
Saint-Amand-les-Eaux és un municipi francès, situat a la regió dels Alts de França, al departament del Nord. L'any 2006 tenia 16.777 habitants. Limita al nord amb Nivelle, al nord-est amb Bruille-Saint-Amand, al sud-est amb Raismes, al sud-oest amb Millonfosse i Hasnon, a l'oest amb Rosult i al nord-oest amb Lecelles.

## Demografia
| Evolució de la població Ehess i INSEE |       |       |       |       |       |       |       |       |
| 1793                                  | 1800  | 1806  | 1821  | 1831  | 1836  | 1841  | 1846  | 1851  |
| -                                     | 8 038 | 8 178 | 8 516 | 8 734 | 8 956 | 9 118 | 9 453 | 9 527 |

| 1856  | 1861   | 1866   | 1872   | 1876   | 1881   | 1886   | 1891   | 1896   |
| ----- | ------ | ------ | ------ | ------ | ------ | ------ | ------ | ------ |
| 9 520 | 10 210 | 10 369 | 10 574 | 10 716 | 11 184 | 12 187 | 12 043 | 13 038 |

| 1901   | 1906   | 1911   | 1921   | 1926   | 1931   | 1936   | 1946   | 1954   |
| ------ | ------ | ------ | ------ | ------ | ------ | ------ | ------ | ------ |
| 13 705 | 14 454 | 14 828 | 13 394 | 14 809 | 14 720 | 14 762 | 14 218 | 14 718 |

| 1962   | 1968   | 1975   | 1982   | 1990   | 1999   | 2006 | 2011 | 2016 |
| ------ | ------ | ------ | ------ | ------ | ------ | ---- | ---- | ---- |
| 16 674 | 17 170 | 16 692 | 16 199 | 16 776 | 17 175 | -    | -    | -    |

| 2019 | - | - | - | - | - | - | - | - |
| ---- | - | - | - | - | - | - | - | - |
| -    | - | - | - | - | - | - | - | - |

## Administració
| Període   | Identitat       | Partit |
| --------- | --------------- | ------ |
| 1947-1953 | Paul Manouvrier |        |
| 1953-1995 | Georges Donnez  | PDS    |
| 1995-     | Alain Bocquet   | PCF    |

## Agermanaments
- Tivoli
- Andernach